# ویت واترسرند
ویت واترسرند (انگلیسی: Witwatersrand) (/vətˈvɑ:təsrɑ:nt/) (به‌طور معمول در محل رند یا صخره) دیواره‌ای (سنگ شیب) به طول ۵۶ کیلومتر (۳۵ مایل) است که رو به شمال در آفریقای جنوبی قرار دارد. این دیواره متشکل از یک سنگ دگرگونی کوارتزیتی سخت و مقاوم در برابر فرسایش است که بر فراز آن چندین رودخانه در جریان شمال، آبشارهایی را تشکیل می‌دهند که نام ویت واترسرند، به معنی «سرند آب سفید» در زبان آفریکانس است. این دیواره که از شرق به غرب
کشیده‌شده را تنها می‌توان با یک شکاف کوتاه از آن ردیابی کرد؛ از بدفوردویو (حدود ۱۰ کیلومتر [۶ مایل] در غرب فرودگاه بین‌المللی اولیور تامبو (O.R. Tambo) و در شرق، از طریق ژوهانسبورگ و رودپورت، تا کروگرزدورپ در غرب (نمودار سمت چپ زیر را ببینید).
دیوارهٔ لبهٔ شمالی یک فلات (یا خط‌الراس) به عرض ۷ تا ۱۰ کیلومتر (۴ تا ۶ مایل) را تشکیل می‌دهد که حدود ۲۰۰ متر (۶۶۰ فوت) بالاتر از دشت‌های اطراف هایولد قرار دارد. تعدادی از حومه‌های زیبای ژوهانسبورگ، از جمله رصدخانه، لینکزفیلد ریج و اوپر هاتون در امتداد اسکارت واقع شده‌اند، مشرف به بقیه قسمت‌های شمالی ژوهانسبورگ با مناظری تا ماگالیسبورگ هستند. ویت واترسرند دارای بزرگترین ذخایر طلای شناخته‌شده در جهان است و تاکنون، بیش از ۴۰۰۰۰ تن (۱٫۳×۱۰۹ اونس تروا) طلا از آنجا استحصال شده است که حدود ۲۲٪ از کل طلای موجود در بالای سطح معدن را نشان می‌دهد.